# Methylheptenon
Methylheptenon is een organische verbinding met als brutoformule C8H14O. De stof komt voor als een kleurloze tot lichtgele vloeistof met een fruitige citrusgeur. Het is een onverzadigde keton.

## Voorkomen
Methylheptenon wordt aangetroffen in de etherische olie van verschillende planten, onder andere in citronella, oregano-olie, palmarosa-olie, en is ook aangetroffen in abrikozen, bloesems van kiwi's, olijven en tomaten. Ze is ook geïsoleerd uit sommige mierensoorten uit het geslacht Iridomyrmex. Methylheptenon is als zodanig een belangrijke stof in de geurindustrie.

## Synthese
Er zijn allerlei routes voor de synthese van methylheptenon mogelijk. In de jaren 40 van de 20e eeuw begon Hoffmann-La Roche met de synthese van methylheptenon uitgaande van aceton, waaraan koolstofatomen werden toegevoegd door reacties met acetyleen (2 equivalenten) en acetoacetaat, diketeen of methylisopropenylether (3 equivalenten). In de jaren 60 begon Rhodia methylheptenon te produceren uitgaande van isopreen. Een andere mogelijkheid is de reactie van aceton met 1-chloor-3-methyl-2-buteen (prenylchloride) of van mesityloxide met prenylchloride gevolgd door afsplitsing van aceton.

## Toepassingen
Methylheptenon is een intermediair in de synthese van pseudo- en beta-jononen, die gebruikt worden in de productie van vitamine A en vitamine E. In de geurindustrie is de stof het uitgangspunt voor de synthese van geurstoffen uit de citralgroep, waaronder citral, geraniol, nerol en rhodinol. Methylheptenon zelf wordt vooral gebruikt in huishoudproducten, detergenten en insecticidesprays.